# Guillaume Mahue
Guillaume Mahue (né en 1517 à Saint-Omer, mort en 1569 à Bruxelles) est un peintre flamand de la Renaissance. 

## Biographie
Cornelis de Bie (1627-1715), historien de l'art des Pays-Bas espagnols à l'ère baroque, le mentionne dans le Het Gulden Cabinet (1662) comme un peintre particulièrement prolifique et à l'origine d'une production abondante.
Antoine Joseph Dezallier d'Argenville (1680-1765), a souligné la réputation de Guillaume Mahue dans l'Art du portrait.
On le retrouve parfois sous le nom et la signature de Willem Mahue, version flamande de son nom. Sa production est essentiellement celle d'un portraitiste de la haute société flamande. 
Maître du peintre Philippe de Monnie et de Michel Hayez dont il dirigera l'apprentissage, il est le grand-père d'un autre Guillaume Mahue, admis en qualité de "bourgeois" à suivre les cours de Pierre Coelemans, grand-père de Jacques Coelemans (1654-1735).
Il est l'oncle de l'amiral Jacques Mahue, marchand, explorateur et chef d'escadre de la flotte hollandaise, responsable d'une expédition en Inde aux côtés de Simon de Cordes et Sebald de Weert. 
Il est aussi l'arrière grand-père de Corneille Mahue (en) (1613-1689) qui formera en 1644-1645 le peintre Pierre-Gaspard Verbruggen, spécialiste en peintures florales et fils du directeur de l'Académie de peinture d'Anvers en 1659. 
Peintre en « natures mortes et accessoires », il devient l'époux de la fille du peintre Victor Wolfvoet dont le fils est élève de Pierre Rubens.  
Ses œuvres, marquées par l'esprit Baroque, font de Corneille Mahue un peintre notable du Siècle d'or.